# Relayer
| 전문가 평가                   | 전문가 평가    |
| 평가 점수                     | 평가 점수      |
| 출처                          | 점수           |
| ----------------------------- | -------------- |
| AllMusic                      | [ 2 ]          |
| Pitchfork                     | 5.3/10         |
| The Daily Vault               | B+             |
| Sea of Tranquility            | [ 5 ]          |
| Rolling Stone                 | (unfavourable) |
| The Rolling Stone Album Guide | [ 7 ]          |

《Relayer》는 1974년 11월 28일, 애틀랜틱 레코드가 발매한 영국의 프로그레시브 록 밴드 예스의 일곱 번째 스튜디오 음반이다. 1974년 5월, 키보디스트 릭 웨이크먼이 더블 콘셉트 음반 《Tales from Topographic Oceans》 (1973년) 이후 밴드의 방향에 대한 의견 불일치로 그룹을 탈퇴한 후, 예스는 버킹엄셔주에서 4인조로 리허설에 들어갔다. 그들은 펑크와 재즈 퓨전의 요소를 음반에 통합한 스위스의 음악가이자 레퓨지 멤버인 패트릭 모라즈와 정착하기 전에 그리스의 키보디스트이자 작곡가 반젤리스를 포함한 여러 음악가들을 오디션했다. 《Relayer》는 3개의 트랙으로 구성되어 있으며, 1면에는 〈The Gates of Delirium〉, 2면에는 〈Sound Chaser〉, 2면에는 〈To Be Over〉가 있다.
《Relayer》는 동시대 비평가들과 회고적 비평가들로부터 엇갈린 긍정적인 평가를 받았다. 영국 음반 차트에서는 4위, 미국 빌보드 200에서는 5위에 올랐다. 1975년 1월, 〈The Gates of Delirium〉의 폐막 부분인 〈Soon〉이 발매되었다. 1974년 11월부터 1975년 7월까지 음반을 지원하기 위해 투어를 한 후, 예스는 1년 동안 중단되었다. 미국 음반 산업 협회는 미국에서 50만 장 이상을 팔아 골드 인증을 받았다. 2003년과 2014년에 리마스터드되었으며, 이전에 발매되지 않은 트랙이 포함되어 있고, 후자는 새로운 스테레오와 5.1 서라운드 사운드 믹스와 추가 트랙을 포함한다.

## 배경
1974년 4월, 가수 존 앤더슨, 베이시스트 크리스 스콰이어, 기타리스트 스티브 하우, 키보디스트 릭 웨이크먼, 드러머
앨런 화이트의 예스 라인업이 그들의 이전 음반인 《Tales from Topographic Oceans》(1973년)를 지원하기 위해 1973~74년 투어를 마무리했다.  이 음반은 2주 동안 영국에서 1위에 오르며 밴드의 성공을 거두었고, 예약 주문만으로 영국 축음기 협회로부터 골드 인증을 받은 최초의 음반이 되었다. 그룹의 성공에도 불구하고, 녹음 도중 웨이크먼은 밴드가 음반에 대해 취한 방향에 대한 의견 불일치와 좌절로 인해 밴드를 떠나기로 결정했다고 알렸다. 웨이크먼은 1974년 5월에 그의 출발을 확인했고, 이 소식은 6월 8일에 공개되었다.

## 발매
《Relayer》는 1974년 11월, 영국에서 LP, 오디오 카세트, 8트랙 테이프로 발매되었고, 1974년 12월 5일 미국에서 발매되었다. 1970년대에 영국 음반 차트에서 4위, 미국 빌보드 200 차트에서 5위에 오르며 밴드의 상업적인 성공을 계속했다. 이 음반은 미국에서 발매된 지 2주도 안 되어 1974년 12월 18일 미국 음반 산업 협회의 골드 인증을 받았으며, 500,000장 이상이 판매되었다. 1975년 1월 8일, 〈The Gates of Delirium〉의 폐막 섹션 중 〈Soon〉이라는 제목의 싱글이 싱글로 발매되었고, 〈Sound Chaser〉의 편집된 버전이 B-사이드에 있다.

## 곡 목록
모든 곡들은 예스에 의해 작사/작곡하였다.
| #  | 제목                      | 재생 시간 |
| -- | ------------------------- | --------- |
| 1. | 〈The Gates of Delirium〉 | 21:55     |

| #  | 제목             | 재생 시간 |
| -- | ---------------- | --------- |
| 1. | 〈Sound Chaser〉 | 9:25      |
| 2. | 〈To Be Over〉   | 9:08      |

## 인증
| 국가                                                  | 인증 | 판매량/출하량 |
| ----------------------------------------------------- | ---- | ------------- |
| 프랑스 (SNEP)                                         | 골드 | 100,000*      |
| 미국 (RIAA)                                           | 골드 | 500,000^      |
| *판매량을 기반으로 한 인증 ^출하량을 기반으로 한 인증 |      |               |